# Leptomyxida
Leptomyxida  es un grupo de amebas del filo Amoebozoa. Son amebas desnudas que presentan en la locomoción formas alteradas aplanadas expandidas o reticulares, cuando se mueven lentamente, o bien con forma monopodial cilíndrica cuando están en movimiento rápido o en condiciones específicas. Presentan un uroide adhesivo y las células pueden tener uno o múltiples núcleos.